# COVID-19 в Китае
В статье описывается распространение коронавирусной инфекции COVID-19 в КНР. Эта инфекция является опасным заболеванием, вызываемым новым коронавирусом SARS-CoV-2.
Распространение инфекции началось в конце декабря 2019 года в городе Ухань (провинция Хубэй, центральный Китай). Первые сообщения о вспышках болезни появились в Китае 31 декабря 2019 года, а первые клинические проявления у заболевших возникли ранее — 1 декабря 2019 года.
Для руководства борьбой с эпидемией были созданы Руководящая рабочая группа ЦК КПК по борьбе с эпидемией пневмонии, вызванной коронавирусом нового типа и Совместный механизм профилактики и контроля Госсовета КНР (кит. упр. 国务院联防联控机制):56.
Ко второй половине марта 2020 года со вспышкой инфекции в материковом Китае удалось справиться. 19—20 марта в континентальном Китае не было зарегистрировано новых случаев заражения (хотя и были выявлены инфицированные, прибывшие из-за рубежа). 25 марта китайские власти сняли карантин в провинции Хубэй. С 28 марта возобновило работу метро в Ухане.
29 марта 2020 года китайские власти заявили об окончании эпидемии COVID-19 в стране, и установили в стране так называемую «политику нулевой терпимости к COVID-19». Однако затем наблюдались новые вспышки заболеваемости, в особенности в конце 2022 года.

## Причины возникновения
В отчетах китайских органов здравоохранения и Всемирной организации здравоохранения говорилось, что у первого пациента симптомы обнаружились 8 декабря 2019 года, а большинство случаев имели связи с рынком морепродуктов в Ухане.
Однако в статье, написанной большой группой китайских исследователей из нескольких медицинских учреждений приводятся подробности о первых 41 госпитализированных пациентах, у которых была подтверждена инфекция. Первый случай заболевания был выявлен 1 декабря 2019 года, и пациент не сообщал о связи с рынком морепродуктов. Не было обнаружено эпидемиологической связи между первым пациентом и последующими случаями. По данным исследователей, 13 из 41 случая не имели связи с рынком.
1 января 2020 года рынок в Ухане был закрыт, а людей с клиническими проявлениями инфекции изолировали. Впоследствии был проведён мониторинг более 700 человек, в том числе более 400 медицинских работников, контактировавших с подозрительными случаями заболеваний. При применении диагностического ПЦР-теста подтвердилось наличие коронавирусной инфекции COVID-19 у 41 человека в районе Уханя. Позже сообщалось о супружеской паре, в которой один из супругов на рынке не был, но всё равно заболел, тогда как ещё трое других членов этой же семьи работали на этом рынке.
Доктор Джеймс Лайонс-Вейлер, генеральный директор Института чистых и прикладных знаний, заявил, что проанализировал всю последовательность генома этого вируса и сделал вывод, что этот конкретный вирус имеет лабораторное происхождение. Французский учёный Люк Монтанье, получивший Нобелевскую премию за открытие ВИЧ, заявил, что коронавирус разработали молекулярные биологи, добавив в него частицы ВИЧ, поскольку, возможно, они хотели создать вакцину против СПИДа.
Однако в феврале 2020 года эксперт по вирусам Тревор Бедфорд отметил: «У нас есть доказательства того, что мутации [в вирусе] полностью соответствуют естественной эволюции». Другие французские учёные оспорили утверждения Люка Монтанье об искусственной природе вируса.
С другой стороны, ещё до начала пандемии некоторые вирусологи сомневались, оправдывали ли предыдущие эксперименты по созданию новых коронавирусов в лаборатории потенциальный риск случайного высвобождения.
В Ухане расположен Уханьский институт вирусологии. В этом институте проводились исследования коронавирусов. Так, в 2015 году институт опубликовал успешное исследование о том, можно ли с помощью коронавируса летучей мыши заразить HeLa. Команда из института разработала гибридный вирус, сочетающий коронавирус летучей мыши с вирусом атипичной пневмонии, который был адаптирован для выращивания на мышах и имитации человеческого заболевания. Гибридный вирус смог заразить клетки человека.
В январе 2018 года посольство США в Пекине направляло своих сотрудников, дипломатов, в институт вирусологии в Ухане на экскурсию. По результатам экскурсии было направлено две дипломатических депеши о проблемах с безопасностью в институте.
30 декабря 2019 года власти Уханя направили в Уханьский институт вирусологии требование провести проверку на предмет того, не было ли в институте неправильного обращения с экспериментальными материалами. 31 декабря Ши Чжэнли начала проверку своей лаборатории на предмет возможной утечки из нее коронавируса. 6 февраля профессор Ботао Сяо опубликовал статью, в которой высказал версию о возможном происхождении нового коронавируса в Уханьском институте вирусологии. 7 февраля Ши Чжэнли заявила, что коронавирус не имеет отношения к ее лаборатории.
15 апреля 2020 года телеканал Fox News со ссылкой на несколько источников, знакомых с решениями властей Китая и видевших соответствующие документы, сообщил, что первый заразившийся коронавирусной инфекцией работал в одной из лабораторий Уханя и вирус «возник в лаборатории не в качестве биологического оружия», а как результат попыток Китая превзойти США в наработках по обнаружению вирусов и борьбе с ними.
15 апреля 2020 года президент США Дональд Трамп заявил о том, что американское правительство пытается определить, произошла ли утечка коронавируса из лаборатории в китайском Ухане. Госсекретарь США Майк Помпео сказал, что китайские власти должны сообщить по этой теме всё, что им известно. 3 мая 2020 года Майк Помпео сказал, что на лабораторное происхождение вируса указывает «значительное количество» доказательств и есть свидетельства того, что Китай скрывал данные о вирусе.
В апреле 2020 года Австралия выступила с призывом провести тщательное расследование происхождения COVID-19 и роли правительства КНР в этом. 19 мая 2020 года страны — участницы Всемирной ассамблеи здравоохранения (руководящий орган Всемирной организации здравоохранения) единогласно одобрили резолюцию, содержащую призыв «как можно скорее и при взаимодействии со странами-участницами начать поэтапный процесс беспристрастной, независимой и всеобъемлющей оценки опыта, который международное сообщество извлекло при борьбе с COVID-19», и извлечь соответствующие уроки, а также выявить происхождение вируса и обстоятельства заражения им людей. О выяснении роли Китая в пандемии COVID-19 в резолюции не упомянуто.
Газета Wall Street Journal в мае 2021 года сообщила, со ссылкой на секретный отчёт разведки США, о том, что ещё в ноябре 2019 года трое сотрудников уханьской вирусологической лаборатории обратились к врачам из-за болезни, симптомы которой напоминали и COVID-19, и обычную ОРВИ. Согласно Wall Street Journal, это может говорить об искусственном происхождении вируса.
В июне 2021 года доктор медицины Стивен Куэй и профессор Калифорнийского университета в Беркли Ричард Мюллер опубликовали в газете The Wall Street Journal статью, в которой утверждается, что генетически характерный признак вируса SARS-CoV-2, с большой долей вероятности указывает на его искусственное происхождение, так как он имеет нуклеотидную последовательность CGG-CGG, отличную от коронавирусов естественного происхождения.
В июле 2021 года глава Всемирной организации здравоохранения Тедрос Аданом Гебреисус заявил, что потенциальную связь между пандемией коронавируса COVID-19 и утечкой вируса из китайской лаборатории исключили слишком рано.
В августе 2021 года член комитета по иностранным делам Палаты представителей Конгресса США Майкл Маккол опубликовал доклад, согласно которому вирус имеет лабораторное происхождение, и при этом первые случаи заражения произошли в августе или сентябре 2019 года.
В феврале 2023 года в интервью Fox News директор ФБР Кристофер Рэй заявил, что пандемия, вероятнее всего, была вызвана «возможным лабораторным инцидентом» в китайском Ухане.
Власти КНР отвергают любые версии, связанные с искусственным происхождением коронавируса.

## Сокрытие информации властями КНР
Первый случай заболевания коронавирусом был зарегистрирован 8 декабря 2019 года, а Уханьская муниципальная комиссия по здравоохранению опубликовала официальное заявление об этом лишь несколько недель спустя. В нём утверждалось, что ни один медицинский работник не был инфицирован, и что нет никаких данных, свидетельствующих о возможности передачи нового заболевания от человека к человеку. Комиссия повторила эти заявления 5 января 2020 года, хотя к тому времени уже были подтверждены 59 случаев заражения. И даже после первой смерти, зарегистрированной 11 января, комиссия продолжала заявлять об отсутствии данных, что вирус может передаваться между людьми, и отрицала факты заражения медработников. В этот начальный период эпидемии китайские цензоры старательно удаляли любые упоминания о ней из публичного пространства.
2 мая 2020 года австралийская The Daily Telegraph сообщила о докладе, подготовленном разведывательным альянсом «Пяти глаз», который объединяет спецслужбы США, Великобритании, Канады, Австралии и Новой Зеландии. В этом докладе утверждается, что по решению властей КНР были уничтожены доказательства проведения опытов с COVID-19 в лабораториях, зарубежным учёным, которые работали над созданием вакцины, отказывались предоставлять биоматериалы. По мнению авторов доклада, ещё в начале декабря 2019 года имелись доказательства передачи инфекции от человека к человеку, однако этот факт отрицался вплоть до 20 января 2020 года. Согласно документу, 3 января Национальный комитет здравоохранения КНР дал указание уничтожить образцы коронавируса и не публиковать информацию о неизвестной инфекции. 5 мая 2020 года британская газета Guardian сообщила, что разведки Великобритании и Австралии не предоставляли данных для составления этого доклада, а все данные были получены из США.
Утверждается, что 30 декабря 2019 года офтальмолог Ли Вэньлян первым сообщил о новом вирусе, аналогичном вирусу SARS, в беседе выпускников медицинского факультета Уханьского университета в чате WeChat, после чего был вызван в полицию и строго предупреждён о недопустимости распространения слухов.
Трое блогеров, Чэнь Цюши, Фан Бин и Ли Цзэхуа, пытались показать истинные масштабы эпидемии в Ухане, загрузив в YouTube и Twitter видеозаписи переполненных моргов и больниц. Они пропали в период с 6 по 26 февраля 2020 года. Предполагалось, что они были арестованы. В интернете появились кадры, на которых один из них отбивается от сотрудников, пытающихся измерить его температуру. Другой блогер, предположительно, заинтересовал спецслужбы после посещения Института вирусологии в Ухане. Третий планировал посетить временный госпиталь в том же городе. Позже выяснилось, что Ли Цзэхуа был принудительно изолирован в карантинном центре и лишён средств связи, позднее он был освобождён. Однако судьба Чэнь Цюши и Фан Бина долго оставалась неизвестной. В начале апреля заведующая отделением Уханьской центральной больницы Ай Фэнь исчезла после публикации статьи, в которой она критиковала действия властей на ранних стадиях вспышки новой коронавирусной инфекции. В декабре 2020 года к 4 годам заключения по обвинению в «разжигании вражды и подстрекательстве к беспорядкам» была приговорена юрист Чжан Чжань, которая публиковала в Интернете репортажи о том, что происходило в Ухане после начала эпидемии. После своего задержания в мае 2020 года она начала голодовку в знак протеста и подверглась принудительному кормлению.

## Распространение вируса в провинциях Китая
В сообщении, датированном 19 февраля 2020 года 24:00 по пекинскому времени Национальная комиссия по здравоохранению КНР указала, что в 31 административной единице провинциального уровня КНР было 74 576 подтверждённых случаев, включая 11 864 тяжёлых случая, умерло 2118 человек и вылечено 16 155 человек; плюс к этому в Гонконге, Макао и на Тайване было отмечено 99 подтверждённых случаев, трое человек умерли, 13 вылечены.
В субботу, 29 февраля 2020 года, в континентальном Китае суммарное количество болеющих 37 162 по итогу отчёта за день стало меньше, чем количество выздоровевших 39 254 (на тот же самый день отчёта).
Ситуация по распространению вируса в Китае реальном времени (кит.). ncov.dxy.cn.

### Статистические данные
| по состоянию на 03.07.2020 | по состоянию на 03.07.2020            | по состоянию на 03.07.2020 | по состоянию на 03.07.2020 | по состоянию на 03.07.2020 | по состоянию на 03.07.2020 | по состоянию на 03.07.2020 | по состоянию на 03.07.2020 | по состоянию на 03.07.2020                                                                                      |
| №                          | Админ. образ. (провинц.)              | Китай                      | Выявленные                 | Умершие                    | Выздоровевшие              | Болеющие                   | Отчет на (UTC)             | Примечание |
| -------------------------- | ------------------------------------- | -------------------------- | -------------------------- | -------------------------- | -------------------------- | -------------------------- | -------------------------- | --- |
| 1                          | Хубэй                                 | 湖北                       | 68 135                     | 4512                       | 63 623                     | 0                          | 04.07.2020 04:33           | Центр заражения                                                                                                 |
| 2                          | Гуандун                               | 广东                       | 1643                       | 8                          | 1629                       | 6                          | 04.07.2020 04:33           | |
| 3                          | Хэнань                                | 河南                       | 1276                       | 22                         | 1254                       | 0                          | 04.07.2020 04:33           | |
| 4                          | Чжэцзян                               | 浙江                       | 1269                       | 1                          | 1267                       | 1                          | 04.07.2020 04:33           | |
| 5                          | Гонконг                               | 香港                       | 1247                       | 7                          | 1125                       | 115                        | 04.07.2020 04:33           | САР КНР. Китай включает Гонконг в свою статистику                                                               |
| 6                          | Хунань                                | 湖南                       | 1019                       | 4                          | 1015                       | 0                          | 04.07.2020 04:33           | |
| 7                          | Аньхой                                | 安徽                       | 991                        | 6                          | 985                        | 0                          | 04.07.2020 04:33           | |
| 8                          | Хэйлунцзян                            | 黑龙江                     | 947                        | 13                         | 934                        | 0                          | 04.07.2020 04:33           | Граничит с Россией                                                                                              |
| 9                          | Цзянси                                | 江西                       | 932                        | 1                          | 931                        | 0                          | 04.07.2020 04:33           | |
| 10                         | Пекин                                 | 北京                       | 926                        | 9                          | 594                        | 323                        | 04.07.2020 04:33           | Столица Китая                                                                                                   |
| 11                         | Шаньдун                               | 山东                       | 792                        | 7                          | 785                        | 0                          | 04.07.2020 04:33           | |
| 12                         | Шанхай                                | 上海                       | 715                        | 7                          | 681                        | 27                         | 04.07.2020 04:33           | |
| 13                         | Цзянсу                                | 江苏                       | 654                        |                            | 654                        | 0                          | 04.07.2020 04:33           | |
| 14                         | Сычуань                               | 四川                       | 595                        | 3                          | 581                        | 11                         | 04.07.2020 04:33           | |
| 15                         | Чунцин                                | 重庆                       | 582                        | 6                          | 574                        | 2                          | 04.07.2020 04:33           | |
| 16                         | Тайвань                               | 台湾                       | 449                        | 7                          | 438                        | 4                          | 04.07.2020 04:33           | Китай считает Тайвань своей островной провинцией и включает в свою статистику, Тайвань считает себя независимым |
| 17                         | Фуцзянь                               | 福建                       | 363                        | 1                          | 360                        | 2                          | 04.07.2020 04:33           | |
| 18                         | Хэбэй                                 | 河北                       | 349                        | 6                          | 336                        | 7                          | 04.07.2020 04:33           | |
| 19                         | Шаньси                                | 陕西                       | 320                        | 3                          | 310                        | 7                          | 04.07.2020 04:33           | |
| 20                         | Гуанси-Чжуанский автономный район     | 广西                       | 254                        | 2                          | 252                        | 0                          | 04.07.2020 04:33           | Граничит с Вьетнамом                                                                                            |
| 21                         | Внутренняя Монголия                   | 内蒙古                     | 238                        | 1                          | 237                        | 0                          | 04.07.2020 04:33           | Граничит с Монголией и Россией                                                                                  |
| 22                         | Тяньцзинь                             | 天津                       | 198                        | 3                          | 194                        | 1                          | 04.07.2020 04:33           | |
| 23                         | Шэньси                                | 山西                       | 198                        |                            | 198                        | 0                          | 04.07.2020 04:33           | |
| 24                         | Юньнань                               | 云南                       | 186                        | 2                          | 183                        | 1                          | 04.07.2020 04:33           | Граничит с Лаосом, Вьетнамом и Мьянмой                                                                          |
| 25                         | Хайнань                               | 海南                       | 171                        | 6                          | 165                        | 0                          | 04.07.2020 04:33           | Островная провинция                                                                                             |
| 26                         | Ганьсу                                | 甘肃                       | 164                        | 2                          | 154                        | 8                          | 04.07.2020 04:33           | Граничит с Монголией                                                                                            |
| 27                         | Ляонин                                | 辽宁                       | 156                        | 2                          | 149                        | 5                          | 04.07.2020 04:33           | Граничит с КНДР                                                                                                 |
| 28                         | Гирин                                 | 吉林                       | 155                        | 2                          | 153                        | 0                          | 04.07.2020 04:33           | Граничит с Россией и КНДР                                                                                       |
| 29                         | Гуанчжоу                              | 贵州                       | 147                        | 2                          | 145                        | 0                          | 04.07.2020 04:33           | |
| 30                         | Синьцзян-Уйгурский автономный район   | 新疆                       | 76                         | 3                          | 73                         | 0                          | 04.07.2020 04:33           | Граничит с Монголией, Россией, Казахстаном, Кыргызстаном, Таджикистаном, Афганистаном и Индией                  |
| 31                         | Нинся-Хуэйский автономный район       | 宁夏                       | 75                         |                            | 75                         | 0                          | 04.07.2020 04:33           | |
| 32                         | Макао                                 | 澳门                       | 46                         |                            | 45                         | 1                          | 04.07.2020 04:33           | САР КНР. Китай включает Макао в свою статистику                                                                 |
| 33                         | Цинхай                                | 青海                       | 18                         |                            | 18                         | 0                          | 04.07.2020 04:33           | |
| 34                         | Тибетский автономный район            | 西藏                       | 1                          |                            | 1                          | 0                          | 04.07.2020 04:33           | Граничит с Индией, Непалом и Бутаном                                                                            |
|                            | Всего (без Гонконга, Макао и Тайваня) |                            | 83 545                     | 4634                       | 78 510                     | 401                        |                            | |
|                            | Всего                                 |                            | 85 287                     | 4648                       | 80 118                     | 521                        |                            | |

## Карантинные меры в Китае
Осознать серьёзность положения китайских руководителей заставило приближение Нового года по лунному календарю, во время которого китайцы возвращаются на родину, а также первый случай заболевания за пределами страны. Его зафиксировали в Таиланде 13 января 2020 года, а уже 14 января глава Национальной комиссии здравоохранения КНР Ма Сяовэй провёл совещание с руководителями региональных отделений ведомства, на котором заявил, что коронавирус может передаваться от человека к человеку и представляет не меньшую опасность, чем вирус атипичной пневмонии в 2003 году.
15 января были созданы 14 рабочих групп по сбору информации о коронавирусе, обучению медиков, контролю за лабораториями. Властям Уханя поручили прекратить массовые мероприятия и начать проверку температуры пассажиров в аэропортах, на автобусных и железнодорожных станциях.
20 января председатель КНР Си Цзиньпин впервые высказался об эпидемии, заявив, что ее необходимо воспринимать серьезно. В тот же день известный китайский медик, академик Чжун Наньшань официально подтвердил, что коронавирус передается от человека к человеку. В Ухане и всей провинции Хубэй, где находится город, немедленно отменили все массовые мероприятия, объявили строжайший карантин, закрыли въезд и выезд и начали строительство временных больниц для пациентов с COVID-19. Китайские специалисты[кто?] позднее подсчитали, что если бы карантин в Ухане ввели всего на неделю раньше, то две трети заразившихся новой коронавирусной инфекцией остались бы здоровы. Активная борьба со вспышкой болезни с начала января сократила бы число случаев заражения в Китае на 95 процентов.
Борьба с эпидемией была очень активной, в частности, за десять дней с 24 января по 2 февраля 7500 рабочими в г. Ухань по типу пекинского госпиталя «Сяотаньшань» времен борьбы с атипичной пневмонией (2003 г.) была построена больница «Хошэньшань» на 1000 койко-мест. Кроме того, там же за двенадцать дней была построена больница «Лэйшэньшань» на 1600 койко-мест, а стадионы и экспозиции были превращены в 16 модульных больниц на 14 000 койко-мест. В начале эпидемии в провинцию Хубэй и город Ухань было направлено более 40 000 медработников со всего Китая, в добавление к 540 000 местных. Из миллионов медиков, боровшихся с эпидемией в Китае, 2000 заразились коронавирусом, десятки погибли. В уханьских больницах и больницах других районов КНР использовалась платформа дистанционного медицинского консилиума с применением 5G-технологий. Используя анализ больших данных, крупнейшая китайская платформа по продаже билетов организовала отслеживание перемещений инфицированных коронавирусом по стране и выявление контактировавших с ними лиц для последующих противоэпидемических действий.
В 650 000 микрорайонов города и села Китая было организовано нечто вроде погранзастав для контроля над эпидемией, где трудилось 4 млн общественных работников. 1,8 млн человек занимались дезинфекцией и другими санитарными работами. К 31 мая было 8,81 млн волонтеров, причём волонтёрами с начала эпидемии становились 13 млн членов КПК, 400 из которых погибли в борьбе с эпидемией.
Народный банк Китая в связи с распространением коронавируса выпустил на рынок около 600 млрд юаней ($85,8 млрд) новыми банкнотами. Старые купюры отправят на дезинфекцию, а потом поместят на карантин на срок от 7 до 14 дней.
Чемпионат мира по лёгкой атлетике в помещении, который должен был пройти с 13 по 15 марта в Нанкине, был перенесён на 2021 год.
9 апреля 2020 года китайские власти закрыли пограничный переход «Маньчжурия — Забайкальск». Это был последний переход, по которому действовало пассажирское сообщение между Россией и Китаем. Грузовое сообщение через переход «Маньчжурия — Забайкальск» сохраняется.
Согласно выпущенной в 2020 году правительством КНР Белой книге под названием «Борьба с COVID-19: Китай в действии» к 31 мая 2020 года общее количество использованных денежных средств для лечения 58 000 стационарных больных COVID-19 в Китае достигло 1,35 млрд юаней (в среднем около 23 тыс. юаней на человека, в тяжёлых случаях стоимость лечения в среднем была почти в 7 раз выше, а в критических достигала миллиона юаней и больше), все эти средства предоставлялись государством.
11 августа 2020 года Си Цзиньпин своим указом одобрил решение 21-й сессии ПК ВСНП 13-го созыва о награждении четырёх человек за выдающийся вклад в борьбу с эпидемией COVID-19: Чжун Наньшаня — орденом Республики，Чжан Боли (разработавшего на основе комбинации традиционной китайской медицины и западной медицины схему лечения COVID-19), Чжан Динъюя (кит. упр. 张定宇) и Чэнь Вэй (женщина, кит. упр. 陈薇) — государственным почётным титулом «Народный герой» (кит. упр. “人民英雄”国家荣誉称号); церемония награждения прошла 8 сентября в Доме народных собраний.

### Провинция Хубэй
Транспортное сообщение в провинции Хубэй приостановили десять городов: первым о введении ограничений на выезд и въезд в город заявил Ухань, позднее к нему добавились ещё девять городов — Хуанши, Эньши, Чиби, Сяньтао, Хуанган, Чжицзян, Эчжоу, Цяньцзян и Сяньнин.
В Ухане
В городе Ухань (термин, который переводится на русский как город, в Китае применяется к административной единице, куда обычно помимо урбанизированной части входит и расположенная поблизости сельская местность) эффективный карантин при въезде и выезде из города был полноценно введён с 10:00 утра 23 января. Авиасообщение, железнодорожный транспорт в Ухань и обратно, общественные автобусы, система метро и междугородные автобусы остановлены до дальнейшего уведомления.
Жители Уханя получили указание не покидать город.
Библиотеки, музеи и театры отменили мероприятия и спектакли.
В Ухане создан координационный центр по сдерживанию эпидемии.
Эпидемиологи, вылетевшие обратно в Гонконг после осмотра пациентов в Ухане, сказали корреспондентам, что «вспышка в Ухане по крайней мере в 10 раз больше по размерам, чем вспышка атипичной пневмонии, призвав людей держаться подальше от Уханя, как только возможно».
После введения карантина возникли проблемы с логистикой, вызвавшие перебои в поставках продуктов, лекарств и товаров первой необходимости. 24 января новостная платформа ThePaper.cn сообщила о значительном (в 6—10 раз) росте цен на продукты питания и медикаменты, а также нехватке продуктов, вызывающей давку и очереди в торговых точках. 30 января «Комсомольская правда» сообщила о преувеличении в СМИ инфраструктурных проблем.
Есть проблемы с передвижением по городу на общественном транспорте, проблемы с доставкой и трудности для медицинского персонала, добирающегося до больниц и лабораторий.
Некоторые посты на Weibo гласят, что больница в Ухане перегружена тысячами людей с лихорадкой, и просят критично относиться к достоверности официальных данных, предоставляемых китайским правительством (хотя такие посты сейчас удалены по неизвестным причинам).
Местное правительство города Ухань потребовало от государственного предприятия China Construction Third Engineering Bureau Group Co., Ltd (中建三局集团) с максимальной скоростью перестроить помещение в Ухане в Центр вирусотерапии, сравнимый с тем, что использовался во время массовой вспышки атипичной пневмонии SARS в 2003 году.
В других городских округах
Помимо Уханя, 23 января также было объявлено о закрытии въезда и выезда в Хуанган (население 6 млн чел.), Эчжоу (население 1 млн чел.) и о введении карантинных мероприятий на всей территории указанных населённых пунктов.
23 января в 23:00 (UTC+8) правительство Китая объявило о закрытии Чиби (население 0,5 млн чел.), которое вступило в силу в 00:00 24 января.
Статистические данные по провинции Хубэй (включая Ухань)
Накопительный отчёт из отчётов за сутки Комитета здравоохранения провинции Хубэй (湖北省卫生健康委员会), а также динамика изменения числа выявленных инфицированных за сутки и процента летальности от общего числа выявленных в провинции случаев публикуется ежедневно в виде сводной таблицы на главной странице (湖北新冠肺炎疫情防控指挥部物资保障组医用防护物资分配情况公示) и детально (по административным единицам провинции Хубэй) в новостной ленте (发布解读) страницы Комитета Здравоохранения в рубрике «Статистическая информация» (湖北省新冠肺炎疫情情况):
| дата отчёта* | выявлено (всего) | прирост за сутки (%) | в тяжёлом состоянии | в критическом состоянии | смертей за сутки | смертей (всего) | летальность (текущая, %)** | выписано (всего) |
| ------------ | ---------------- | -------------------- | ------------------- | ----------------------- | ---------------- | --------------- | -------------------------- | ---------------- |
| 28.02.2020   | 65914            | 0.48                 | 6270                | 1363                    | 41               | 2682            | 4.07                       | 26403            |
| 27.02.2020   | 65596            | 0.62                 | 6581                | 1403                    | 26               | 2641            | 4.03                       | 23200            |
| 26.02.2020   | 65187            | 0.62                 | 6840                | 1486                    | 52               | 2615            | 4.01                       | 20912            |
| 25.02.2020   | 64786            | 0.78                 | 7090                | 1585                    | 68               | 2563            | 3.96                       | 18854            |
| 24.02.2020   | 64287            | 0.32                 | 7776                | 1654                    | 149              | 2495            | 3.88                       | 16738            |
| 23.02.2020   | 64084            | 0.99                 | 8853                | 1845                    | 96               | 2346            | 3.66                       | 15299            |
| 22.02.2020   | 63454            | 1.26                 | 8400                | 2492                    | 106              | 2250            | 3.55                       | 13557            |
| 21.02.2020   | 62662            | 1.02                 | 8979                | 2018                    | 115              | 2144            | 3.42                       | 11788            |
| 20.02.2020   | 62031            | 0.57                 | 9128                | 2050                    | 108              | 2029            | 3.27                       | 10337            |
| 19.02.2020   | 61682            | 2.82                 | 9289                | 1957                    | 132              | 1921            | 3.11                       | 9128             |
| 18.02.2020   | 59989            | 3.11                 | 9117                | 1853                    | 93               | 1789            | 2.98                       | 7862             |
| 17.02.2020   | 58182            | 3.44                 | 8024                | 1773                    | 100              | 1696            | 2.90                       | 6639             |
| 16.02.2020   | 56249*** (38772) | 3.39*** (2.34)       | 8439                | 1957                    | 139              | 1596            | 2.83***                    | 5613             |
| 15.02.2020   | 54406*** (37884) | 4.66*** (3.50)       | 8276                | 1876                    | 139*** (105)     | 1457**** (1388) | 2.68*** (3.66)             | 4774*** (4143)   |
| 14.02.2020   | 51986*** (36602) | 7.84*** (2.12)       | 7953                | 1685                    | 116*** (108)     | 1426*** (1283)  | 2.55*** (3.50)             | 4131             |
| 13.02.2020   | 48206*** (35842) | 44.47*** (7.42)      | 5647                | 1437                    | 242*** (107)     | 1310*** (1175)  | 2.71*** (3.27)             | 3441             |
| 12.02.2020   | 33366            | 5.22                 | 5724                | 1517                    | 94               | 1068            | 3.20                       | 2639             |
| 11.02.2020   | 31728            | 7.07                 | 5046                | 1298                    | 103              | 974             | 3.07                       | 2222             |
| 10.02.2020   | 29631            | 9.34                 | 4269                | 1236                    | 91               | 871             | 2.94                       | 1795             |
| 09.02.2020   | 27100            | 8.91                 | 4093                | 1154                    | 81               | 780             | 2.88                       | 1439             |
| 08.02.2020   | 24953            | 12.84                | 4188                | 1007                    | 81               | 699             | 2.80                       | 1115             |
| 07.02.2020   | 22112            | 12.44                | 3161                | 841                     | 69               | 618             | 2.79                       | 817              |
| 06.02.2020   | 19665            | 17.90                | 2328                | 756                     | 70               | 549             | 2.79                       | 633              |
| 05.02.2020   | 16678            | 23.33                | 1809                | 711                     | 65               | 479             | 2.87                       | 520              |
| 04.02.2020   | 13522            | 20.98                | 1567                | 576                     | 64               | 414             | 3.06                       | 396              |
| 03.02.2020   | 11177            | 23.17                | 1223                | 478                     | 56               | 350             | 3.13                       | 295              |
| 02.02.2020   | 9074             | 26.85                | 1118                | 444                     | 45               | 294             | 3.24                       | 215              |
| 01.02.2020   | 7153             | 23.20                | 956                 | 338                     | 45               | 249             | 3.48                       | 166              |
| 31.01.2020   | 5806             | 26.60                | 804                 | 290                     | 42               | 204             | 3.51                       | 116              |
| 30.01.2020   | 4586             | 29.03                | 711                 | 277                     | 37               | 162             | 3.53                       | 90               |
| 29.01.2020   | 3554             | 30.95                | 671                 | 228                     | 25               | 125             | 3.52                       | 80               |
| 28.01.2020   | 2714             | 90.72                | 563                 | 127                     | 24               | 100             | 3.68                       | 47               |
| 27.01.2020   | 1423             | 35.27                | 221                 | 69                      | 24               | 76              | 5.34                       | 44               |
| 26.01.2020   | 1052             | 44.31                | 129                 | н/д                     | 13               | 52              | 4.94                       | 42               |
| 25.01.2020   | 729              | 32.79                | 10                  | 57                      | 15               | 39              | 5.35                       | 32               |
| 24.01.2020   | 549              | 23.65                | 57                  | 100                     | 7                | 24              | 4.37                       | 31               |
| 23.01.2020   | 444              | 18.40                | 24                  | 71                      | 8                | 17              | 3.83                       | 28               |
| 22.01.2020   | 375              | 38.88                | н/д                 | н/д                     | 3                | 9               | 2.40                       | 28               |
| 21.01.2020   | 270              | 4.65                 | н/д                 | н/д                     | 0                | 6               | 2.22                       | 25               |
| 20.01.2020   | 258              | 30.30                | н/д                 | н/д                     | 2                | 6               | 2.32                       | 19               |
| 19.01.2020   | 198              | 63.63                | н/д                 | н/д                     | 1                | 4               | 2.02                       | 15               |
| 18.01.2020   | 121              | 95.16                | н/д                 | н/д                     | 1                | 3               | 2.47                       | 12               |
| 17.01.2020   | 62               | 37.78                | н/д                 | н/д                     | 0                | 2               | 3.23                       | 7                |
| 16.01.2020   | 45               | 9.76                 | н/д                 | н/д                     | 0                | 2               | 4.44                       | 7                |
| 15.01.2020   | 41               | —                    | н/д                 | н/д                     | —                | 2               | —                          | 6                |

* Отчёт за прошлые сутки (за 22—26 часов).

** % от числа выявленных: показатель текущей летальности не отражает итоговую смертность по провинции из-за динамики роста выявленных случаев согласно действующей классификации (до 11 февраля 2020 — тестом на нуклеиновые кислоты, с 12.02.2020 — клинически), смещения по времени с даты госпитализации до дня наступления смерти, а также изменения эффективности лечения.
*** по новой классификации (в скобах по старой, пока их указывает источник). В связи с расследованием подозрительных случаев Национальной комиссией здравоохранения КНР с последующим изменением классификации диагнозов, в число инфицированных и смертельных случаев по провинции Хубэй теперь и далее включаются клинически диагностированные случаи, в том числе добавлены пересмотренные диагнозы за прошлые дни. Новая классификация на основе клинической картины также ускорит оказание бесплатной помощи больным с неподтверждённым лабораторно диагнозом.
**** Китай исключил из статистики по коронавирусу 108 человек.
Для предварительного расчёта прогнозируемого уровня летальности по провинции, при условии сохранения эффективности лечения, специалистами могут быть использованы следующие дополнительные данные:
1. Дней с момента госпитализации до дня наступления смерти: изучены 29 историй болезни описанных работниками Комитета здравоохранения провинции Хубэй в трёх отчётах за 23[82], 24[83] и 25[84] января, из которых был взят временной промежуток (целых дней) с даты госпитализации до даты смерти пациента: ([4+19+5+7+5+4+2+10+7+9+22+11+6]+[пропущен (недостоверный срок)+8+14+17]+[пропущен (отказ от лечения)+5+8+10+8+11+12+10+15+4+11+10])/(29-2)=9.4 (среднее, дней)

### Хэнань
2 апреля 2020 года после нескольких новых случаев обнаружения бессимптомных носителей коронавирусной инфекции COVID-19 в провинции Хэнань, объявлен карантин в районе Цзя, в котором проживает около 570 тыс. человек.

### Гирин и Ляонин
18 мая 2020 года 108 миллионов человек посадили на карантин на северо-востоке Китая из-за новой вспышки коронавирусной инфекции COVID-19 в городах пограничных провинций Цзилинь и Ляонин.

### Пекин
15 июня 2020 года власти Пекина ввели во всех микрорайонах города режим «военного времени» после того, как на рынке «Синьфади» была зафиксирована вспышка коронавирусной инфекции COVID-19.

## Карантинные меры в соседних странах
27 января свою границу с Китаем для пешеходов и автомобилистов закрыла Монголия, также были свёрнуты массовые мероприятия и образовательная деятельность (при этом Улан-Баторская железная дорога, в последний раз обновившая расписание движения международных поездов в начале января 2020 года, о прекращении пассажирского сообщения с Китаем не объявляла).

## Иностранная помощь
29 января 2020 г. с аэродрома в Мачулищах (Белоруссия) в Китай отправился транспортник Ил-76МД, которого загрузили гуманитарной помощью для больных. На борту имелось 20 тонн грузов, в том числе лекарства, медицинская одежда и средства дезинфекции. Отправить помощь в Китай распорядился лично президент Александр Лукашенко. Министерство здравоохранения республики оперативно предоставила необходимые товары, в погрузке помогали курсанты МЧС, всестороннюю поддержку оказывал МИД Беларуси.
2 февраля российская компания «Локомотив», которая занимается производством бахил и медицинских масок, совместно с Министерством промышленной торговли Республики Удмуртия, направила в Китай 3,2 миллиона медицинских масок, на очереди находится отправка ещё 7 миллионов масок и 15 миллионов бахил.
Когда в Китае началась эпидемия, он получил помощь и поддержку — пусть даже символическую — от 170 стран и 50 международных организаций.

## Последствия
Международная ассоциация легкоатлетических федераций приняла решение перенести чемпионат мира по лёгкой атлетике в помещении, который должен был пройти с 13 по 15 марта в Нанкине, на 2021 год. Впервые с самого первого чемпионата мира в 1985 году пауза между турнирами превысит 2 года.

### Экономические
В начале эпидемии высказывались опасения, что новый вирус может нанести урон китайской экономике, аналогично куриному гриппу в 2003 году (тогда вирусная эпидемия нанесла урон гораздо более значимым в экономическом плане регионам Китая — провинции Гуандун и региону Пекина, на которые приходилось 15 % ВВП Китая, в то время как вирус 2019—2020 гг. на 23 января присутствовал только в провинции Хубэй (1 % ВВП)).
Уже 21 января начали снижаться объёмы торгов на фондовых биржах в Гонконге, Шанхае и Шэньчжэне. К 27 января, на фоне роста числа заболевших, падение затронуло FTSE 100 и европейские биржи.
На Лондонской фондовой бирже из-за опасений по поводу снижения потребностей Китая в металлах и полезных ископаемых сильнее всего упали акции горнодобывающих компаний. Снижению подверглись акции гостиничных холдингов, авиакомпаний и ритейлеров класса люкс (35 % продаж данных товаров приходится на Китай, а 25 января намечался Китайский Новый год), цена нефти на международных рынках снизилась на 3 %. В то же время подскочили цены на более безопасные активы вроде золота и государственных облигаций.
Эпидемия и связанные с ней карантинные меры привели к снижению спроса на энергоносители со стороны их крупнейшего потребителя и импортёра — КНР. Цена нефти европейского сорта Brent с января по февраль упала с 69 до 54 долларов за баррель, цена спотовых контрактов на российский природный газ европейской площадки TTF снизилась до 102 долларов за 1000 кубометров (в 2019 году средняя цена составляла 204,7 доллара).
30 января компания BMW продлила до 10 февраля новогодние каникулы своего крупнейшего филиала во всём мире — трёх заводов с 10 тыс. сотрудников в мегаполисе Шеньян. Volkswagen приостановил до 10 февраля совместное производство с Shanghai Automotive Group и First Automotive Works. Компания Volvo продлила каникулы до 9 февраля для всех своих китайских заводов.
1 февраля компания Apple сообщила о временном закрытии собственных офисов, магазинов и сервисных центров в Китае до 9 февраля.
2 февраля Центральный банк КНР для поддержания и стабилизации национальной экономики объявил о выводе на рынки ликвидности на сумму 1,3 триллиона юаней (156 млрд евро).
3 февраля стартовавшие после завершения новогодних каникул торги на китайских биржах начались с рекордного падения. Эта тенденция в дальнейшем распространилась на все мировые рынки.
28 февраля стало известно об удалении из китайского App Store игры Plague Inc., которая в конце января стала самой популярной мобильный игрой среди пользователей данной страны.
По оценке на конец февраля 2020 года, в первом квартале 2020 года из-за эпидемии COVID-19 потери китайской экономики могли составить около 143 млрд долларов.
Впоследствии, улучшение эпидемиологической ситуации в Китае позволило местному автопрому восстановить производство на 97 %, однако его настигла новая проблема — низкий спрос.
После первой волны эпидемии коронавируса в самом Китае, когда закрылись многие заводы, в конце марта по состоянию экономики Китая ударила вторая волна коронавируса: когда запустились заводы и страна начала восстанавливать свое экономическое состояние — уже европейские и американские фирмы начали отменять заказы на продукцию и задерживать оплату труда сотрудников (в КНР уже приготовились к тому, что по итогам года объемы экспорта упадут на 10 %).

## Политика нулевой терпимости к COVID-19
В то время как большинство стран сделали ставку на вакцинацию от COVID-19 и на то, чтобы научиться жить с вирусом, Китай пошел путем полного подавления каждой следующей вспышки COVID-19: в случае каждой вспышки в городах блокировались целые кварталы, граждане, вступавшие в контакт с зараженными, принудительно отправлялись на карантин, инфицированных изолировали в больницах, границы страны оставались фактически закрытыми. Поначалу такие жесткие меры дали весьма позитивный результат: от COVID-19 людей в Китае погибло намного меньше, чем в США, где население намного меньше (по официальным данным, около 5 тыс. — в КНР и более 1 млн — в США). Однако затем они стали вызывать всё большее недовольство населения.

## Новая вспышка инфекции в 2022 году
С 4 по 20 февраля 2022 года в КНР проходили зимние Олимпийские игры. Несмотря на меры безопасности, в преддверии и во время Игр заразились 437 гостей и связанных с Олимпиадой граждан Китая.
Через одну-две недели после завершения соревнований (без прямой связи с ними) началась новая очень мощная волна распространения инфекции в Китае, хотя летальные случаи были единичными. В связи со вспышкой в конце марта был закрыт 25-миллионный город Шанхай.
Вспышка в ноябре 2022 года: зафиксирован антирекорд по числу заражений за весь период пандемии — было выявлено 32 943 новых случая заражения, эпицентром вспышки стал Пекин.
В конце ноября 2022 года в Китае началась серия протестов против карантина по COVID-19. Протестующие выражали недовольство суровыми ограничениями, введенными на фоне очередного всплеска заболеваемости, а в ряде случаев переходили и к политическим требованиям. Эти акции достигли беспрецедентных для Китая масштабов.
В середине декабря, спустя несколько дней после отмены принципа нулевой терпимости к COVID-19, в Китае произошёл взрывной рост заболеваний. По оценкам высшего государственного органа здравоохранения Китая, почти 37 миллионов человек в стране могли быть заражены коронавирусом за один день, что делает эту вспышку заболеваемости самой крупной в мире.
С 28 декабря карантин в стране снят; с 8 января 2023 года границы страны открыли для въезда и выезда туристов.
14 января 2023 года Национальный комитет здравоохранения КНР сообщил, что с 8 декабря 2022 года по 12 января 2023 года в КНР от COVID-19 умерло 59 938 человек. До этого, по официальным данным, общее число умерших в КНР с начала пандемии составляло 5 272 человек.

## В филателии
11 мая 2020 года почта КНР выпустила две почтовые марки «Сообща дадим отпор эпидемии» (кит. упр. 众志成城 抗击疫情), объединённые большим красным иероглифом 众.